# 匈牙利技術和交通博物館

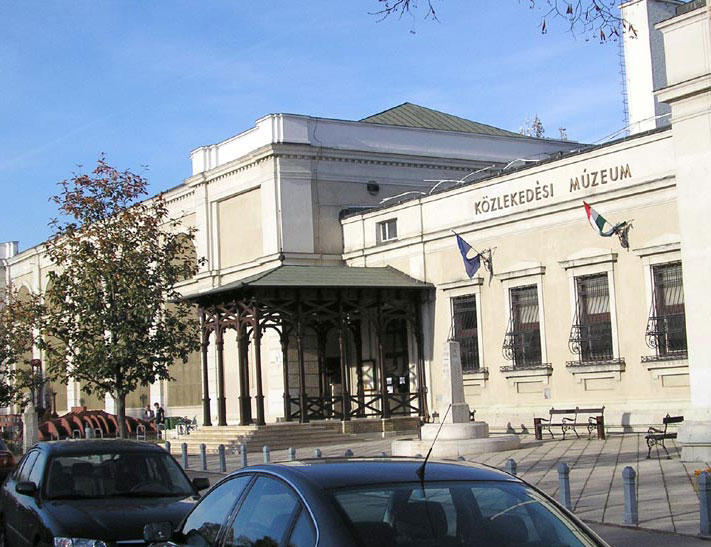

匈牙利技術和交通博物館（匈牙利語：Magyar Műszaki és Közlekedési Múzeum）是位於匈牙利首都布達佩斯的一座博物館，是歐洲歷史最古老的交通博物館之一。匈牙利技術和交通博物館收藏有五分之一大小的蒸汽機車模型。